# Nadine Lustre

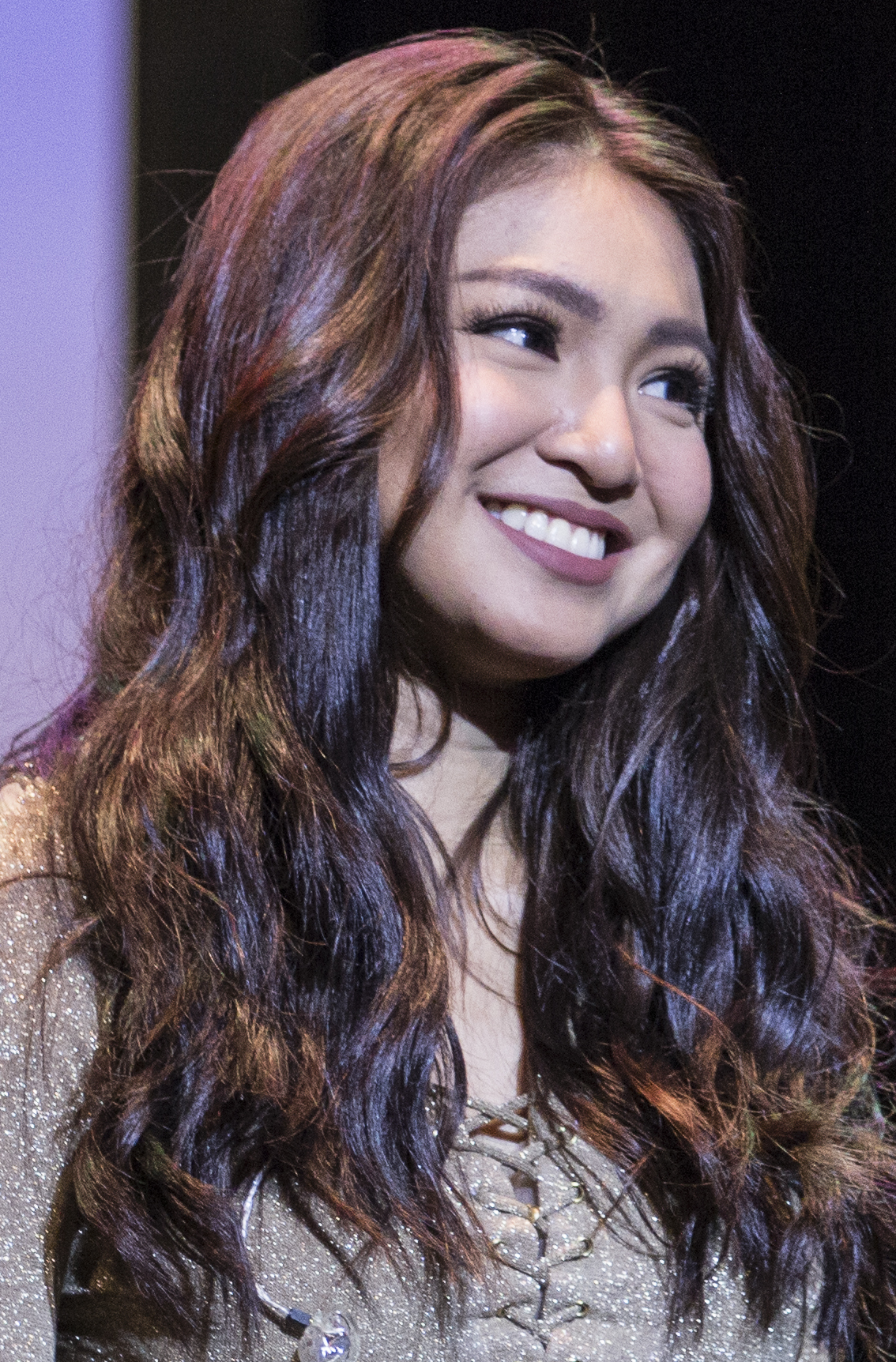
Nadine Lustre in 2016

Nadine Lustre (31 oktober 1993) is een Filipijns actrice, model en zangeres.
Lustre was van 2009 tot 2013 een van de originele leden van de meidengroep Pop Girls. Vanaf 2014 begon ze aan haar solocarrière. Tegelijkertijd met haar muziekcarrière kwam ook haar carrière als actrice van de grond. Ze speelde vanaf 2011 diverse rollen voor Viva Films. In 2015 speelde ze de rol van Leah Olivar in de televisieserie On the Wings of Love. Een jaar later speelde ze de hoofdrol in de romantische comedy Till I Met You. Sinds 2019 is Lustre ook actief als badpakmodel voor H&M. 